# Акумулююча гірнича виробка
Акумулююча (збірна) гірнича виробка (рос. аккумулирующая (сборная) горная выработка, англ. main roadway, accumulate mine working, нім. Sammelgrubenbau, Akkumulatorgrubenbau) — гірнича виробка, яка застосовується для доставки корисної копалини з декількох очисних вибоїв до відкатної виробки. Може бути горизонтальною, похилою або вертикальною(підняттєвою).
Горизонтальні В.г.а. звичайно обладнуються для механічної доставки скреперними або конвеєрними установками.